# Zentrale Dienststelle für Juden des Arbeitsamtes Berlin

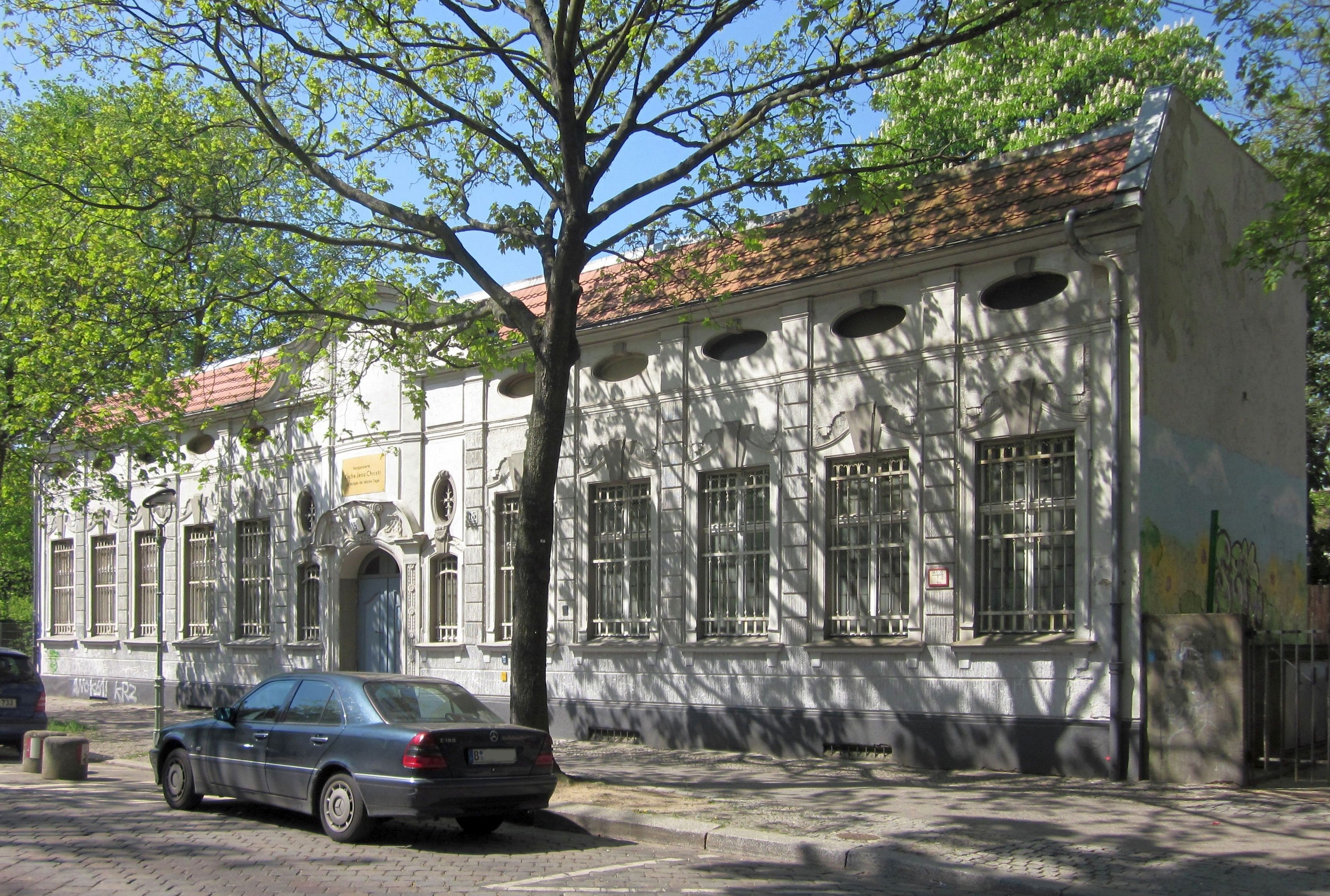
Fontanepromenade 15

Die Zentrale Dienststelle für Juden  (auch Zentrale Dienststelle für Juden des Berliner Arbeitsamts) war im Nationalsozialismus ein gesonderter Bereich des Berliner Arbeitsamtes, mit dessen Hilfe das nationalsozialistische Regime auch das Arbeitsamt für die Verfolgung von Juden instrumentalisierte, indem es sie zwangsweise zum Geschlossenen Arbeitseinsatz heranzog. Die Dienststelle befand sich im Gebäude Fontanepromenade 15.

## Hintergrund
Da vorwiegend Jugendliche und im Arbeitsleben stehende Erwachsene auswanderten bzw. von den Einwanderungsländern aufgenommen wurden, war beim jüdischen Bevölkerungsanteil die Zahl der Frauen und Älteren sehr hoch. Ende 1938 waren 25.851 Berliner Juden auf Fürsorgeunterstützung angewiesen und im Dezember 1938 waren in Berlin 5.199 Arbeitslose jüdischer Herkunft registriert.
In Berlin waren jüdische Wohlfahrtsempfänger schon seit 1935 regelmäßig zu Pflichtarbeiten herangezogen worden. Seit Sommer 1938 wurde bei diversen Kommunal- und Reichsbehörden erörtert, arbeitslose Juden von Unterstützungsleistungen der öffentlichen Fürsorge auszuschließen oder ihnen zumindest Zwangsarbeit abzuverlangen. Reichsinnenminister Wilhelm Frick ordnete am 19. November 1938 an, dass Juden auf die Hilfe der jüdischen freien Wohlfahrtspflege zu verweisen seien und die öffentliche Fürsorge nur eingreife, falls jene nicht helfen könne. Zu diesem Zeitpunkt waren in Wien bereits jüdische Arbeitskolonnen gebildet und zu öffentlichen Arbeiten abkommandiert worden. Bei vielen Betrieben war es schwierig, die geforderte Separierung der jüdischen Arbeiter von den sonstigen Mitarbeitern zu erreichen.
Da der geplante „Zwangstransfer der Fürsorgepflicht“ zu Lasten eines separaten jüdischen Wohlfahrtssystems wegen ihrer geringen Finanzmittel nicht ausreichend gelang, wurden Ende 1938 die Vorgaben verschärft: Auch über sechzigjährige Juden, bei Untauglichkeit ersatzweise deren Ehepartner, sollten nun zur Pflichtarbeit eingesetzt werden. Wer als Jude Fürsorgeunterstützung beantragte, sollte in eines von drei separaten Pflichtarbeitsprogrammen (Krumme Lanke, Wandalenallee und Gasanstaltsgelände Schmargendorf) aufgenommen werden.
In Halle hatte die Gestapo bereits im März 1938 das Arbeitsamt veranlasst, auch Juden, die nicht als arbeitslos gemeldet waren, in geschlossenen Gruppen zum Arbeitseinsatz bei Erdarbeiten heranzuziehen. Dieses Vorpreschen blieb jedoch ein Einzelfall, der von höheren Stellen nicht gebilligt wurde. Der dann ab Ende 1938 folgende Erweiterte Arbeitseinsatz diente sowohl „der Schikane als auch der Mobilisierung aller Arbeitskraftreserven zur Kriegsvorbereitung“. Ausnahmegenehmigungen waren nicht beim Arbeitsamt, sondern ausschließlich bei der Gestapo zu beantragen. Wie viele Juden noch vor Kriegsbeginn zum Arbeitseinsatz herangezogen wurden, ist nicht bekannt. Offiziell wurde die Zwangsarbeit für alle Juden erst Ende 1940 eingeführt.

## Dienststelle in der Fontanepromenade
Am 17. Dezember 1938 verbot das Arbeitsamt Berlin den Juden mit sofortiger Wirkung das Betreten der Diensträume; es sei für sie seit 1. Dezember eine abgesonderte „Zentraldienststelle für Juden“ eingerichtet worden. Diese wurde 1939–1942 von Alfred Eschhaus geleitet und vermittelte erwerbslose Juden in unqualifizierte und schlecht bezahlte Tätigkeiten. Nach dem Berliner Vorbild richtete die Verwaltung auch in anderen Großstädten separate Ämter für Juden ein, so kurz darauf in Wien und später in Breslau und Hamburg.
Ab 1940 verpflichtete die Dienststelle sämtliche Juden in ihrem Einflussbereich zur Zwangsarbeit und nötigte die Jüdische Gemeinde Berlin, bei der Registrierung mitzuwirken. Angeblich ordnete die Zentrale Dienststelle aus eigener Initiative für das gesamte Stadtgebiet an, jüdische Zwangsbeschäftigte mit gelbem Davidsternabzeichen auf Brust und Rücken zu kennzeichnen. Paul Eppstein beschwerte sich darüber am 30. Mai 1940 bei Walter Jagusch von der Gestapo und bat um Abhilfe. Jagusch versprach, sich dieserhalb zunächst mit dem Arbeitsamt in Verbindung zu setzen. Der Leiter des Arbeitsamtes bestritt, dass eine solche Anweisung von ihm ausgegangen sei.
Ein Hinweis auf die Arbeitsweise der Behörde ergibt sich aus ihrem Spitznamen „Schikanepromenade“, abgeleitet nach der Adresse an der Fontanepromenade. Juden durften sich nicht selbstständig Arbeit suchen. Da sie keine öffentlichen Verkehrsmittel benutzen durften, mussten sie weite Strecken zu Fuß zu der Zentralen Dienststelle laufen. Die Räumlichkeiten und Flure boten nicht ausreichend Platz für die Wartenden, so dass viele sich auch außerhalb des Gebäudes aufhalten mussten und auf Parkbänken ausruhten. Als Anwohner sich beschwerten, wurden zwei der Bänke gelb gestrichen und mit einem Schild „Nur für Juden“ versehen, während andere Bänke ausdrücklich „Ariern“ vorbehalten waren.
Die Zentrale Dienststelle für Juden stufte 25.000 Frauen und 18.000 Männer im Alter zwischen 18 und 60 Jahren als arbeitsfähig ein, rekrutierte bis November 1940 einen großen Teil von ihnen und wies viele der Berliner Stadtverwaltung für Bau- und Abrissarbeiten zu. Später teilte sie jüdische Zwangsarbeiter verstärkt Berliner Industrieunternehmen zu. Die Berliner Siemenswerke beschäftigte zum Beispiel im April 1940 etwa 500 zwangsverpflichtete jüdische Arbeiterinnen und Arbeiter und im Herbst 1941 mehr als 3.000. Die zwangsverpflichteten Personen wurden dort in teils separaten, teils mit verstellbaren Trennwänden abgeteilten Werkhallen eingesetzt.
Die Dienststelle kooperierte 1941 mit der Berliner Gestapo, um Deportationen von Juden so abzustimmen, dass in der Rüstungsindustrie die Produktivität nicht litt.
Nach der Fabrik-Aktion im Februar/März 1943 verwaltete sie die überlebenden jüdischen Partner und Abkömmlinge aus sogenannten Mischehen, soweit diese nicht auswärts im Sonderkommando J Zwangsarbeit verrichten mussten.

## Vergleichbare Stellen

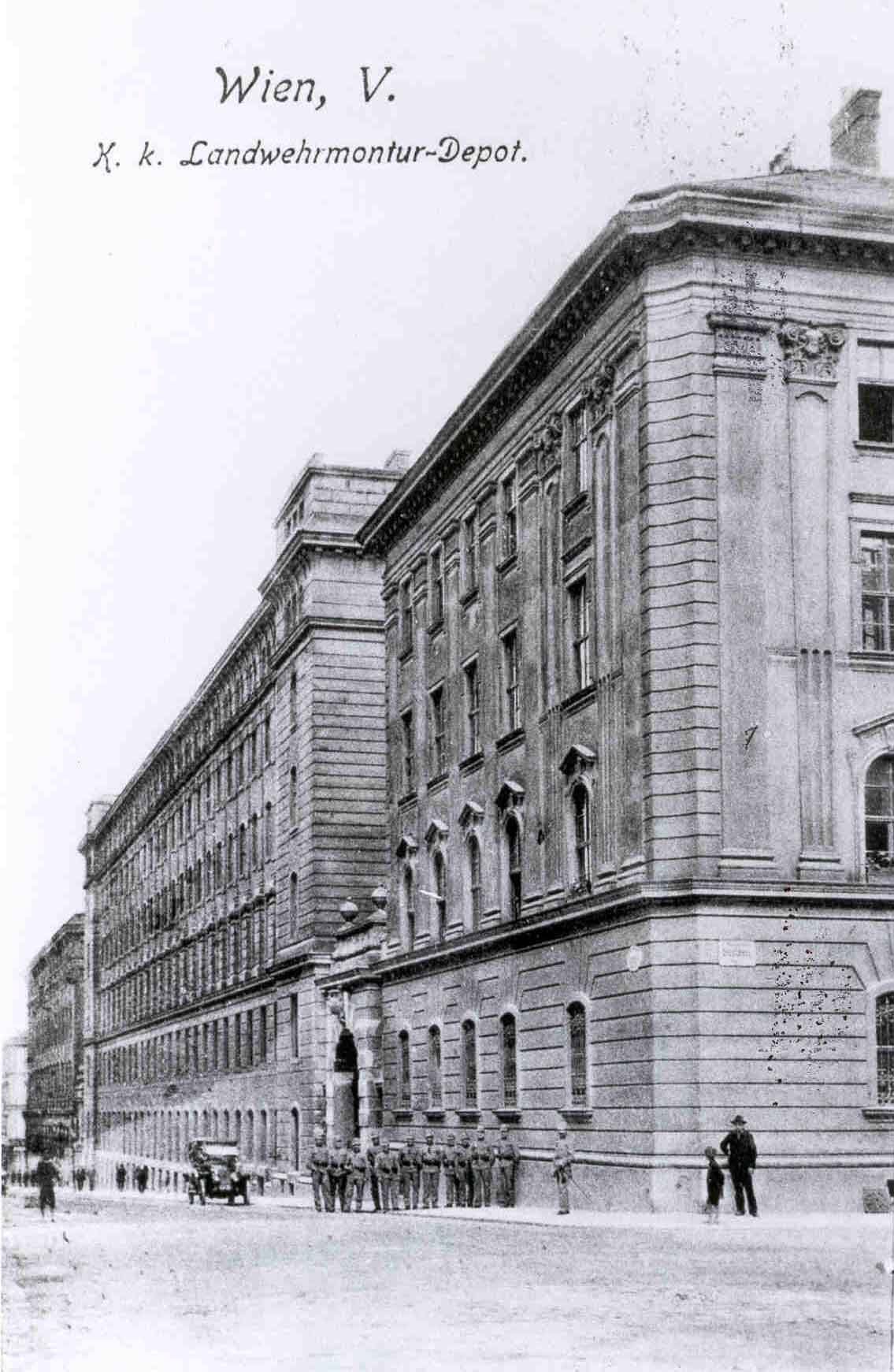
Kasernengebäude im 5. Bezirk

Anfang 1939 wurde in Wien im fünften Bezirk (Margareten) eine Kontrollstelle für jüdische Arbeitslose eingerichtet. Sie befand sich in der Stolberggasse 42, einem ehemaligen Kasernengebäude, und wurde 1940 in die Hermanngasse 22 im siebten Bezirk (Neubau) verlegt. Die Einrichtung dieses Arbeitsamtes für Juden wurde damit begründet, es sei Ariern nicht zumutbar, mit Juden zusammen abgefertigt zu werden.
Auch einige jüdische Kultusvereinigungen mussten auf Geheiß des Reichssicherheitshauptamtes eigene Abteilungen für den Arbeitseinsatz führen.

## Denkort

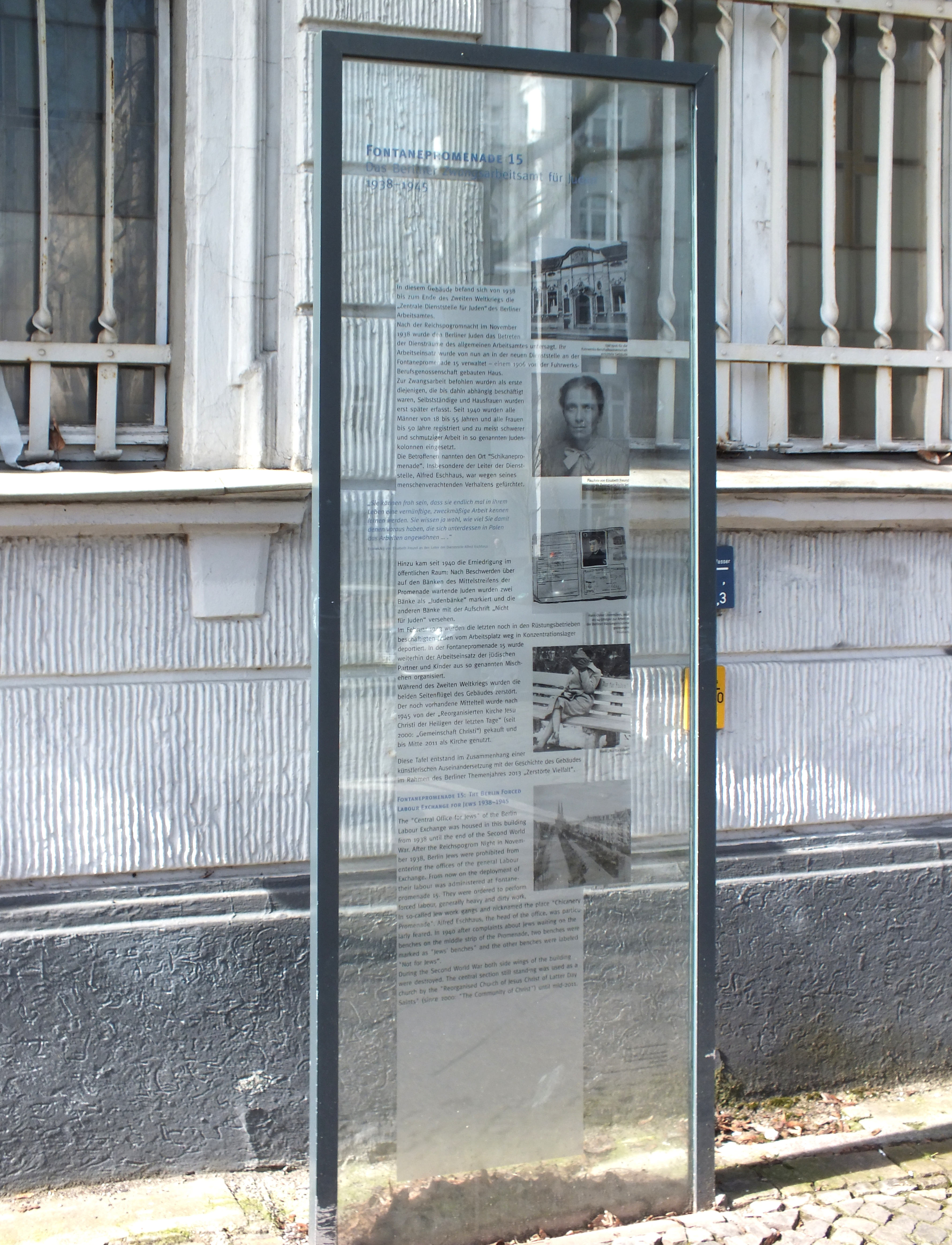
Stele

Von 1950 bis 2011 wurde das teilzerstörte Gebäude von der ‘Gemeinschaft Christi’ als Gotteshaus genutzt. Am 23. Mai 2013 wurde auf Initiative einer engagierten Historikerin vor Ort eine Gedenk-Stele enthüllt. Außerdem wurde eine Parkbank wie in den 1940er Jahren gelb gestrichen und beim Ort der Diskriminierung und Entrechtung aufgestellt. Diese auffällige Markierung war jedoch im Sommer 2015 nicht mehr vorhanden, auch die entsprechende Informationstafel fehlt seitdem.
Im Jahr 2016 konnte die Shoah Foundation das Haus an einen Investor aus Bremen verkaufen. Dieser hat begonnen, das Innere zu entkernen und die Fassade denkmalgerecht zu sanieren, das Gebäude soll nach den Umbauarbeiten als Wohn- und Bürohaus dienen. Überlebende des Holocaust wie Inge Deutschkron und eine Berliner Bürgerinitiative fordern, den Ort als Gedenkort zu erhalten und ein Dokumentationszentrum einzurichten. Die von hier zur Zwangsarbeit verpflichtete Deutschkron richtete unter anderem Schreiben an die Bezirksbürgermeisterin und den neu gewählten Kultursenator Klaus Lederer, in denen sie die Politiker aufforderte, „sich dafür einzusetzen, dass dieses Gebäude eine Nutzung erfährt, die seiner historischen Bedeutung gerecht wird“.
Die Finanzierung des Gedenkortes wurde vom Berliner Abgeordnetenhaus am 14. Dezember 2017 beschlossen. Die Eigentümer signalisierten ihr Einverständnis mit einer Nutzung eines Teils des Gebäudes als Gedenkort gegen eine ortsübliche Miete.